# Космос-2204
Космос-2204 је један од преко 2400 совјетских вјештачких сателита лансираних у оквиру програма Космос.
Космос-2204 је лансиран са космодрома Тјуратам, Бајконур, Казахстан, 30. јула 1992. Ракета-носач Протон је поставила сателит у орбиту око планете Земље. Маса сателита при лансирању је износила 1400 килограма. Космос-2204 је био ГЛОНАСС навигациони сателит.